# الطاقة الشمسية في تشيلي

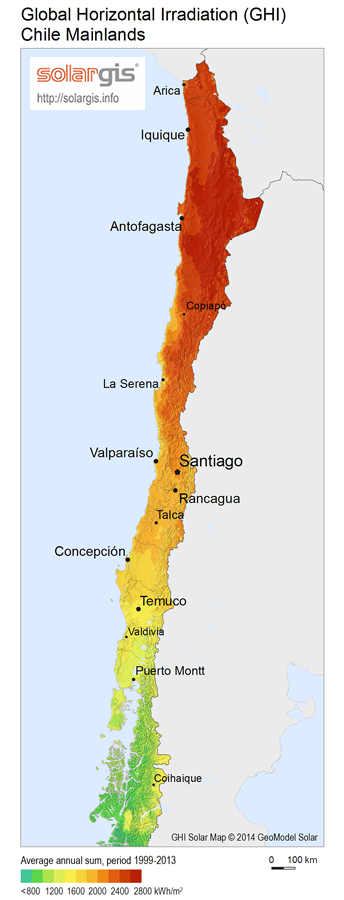
الإشعاع الشمسي في تشيلي

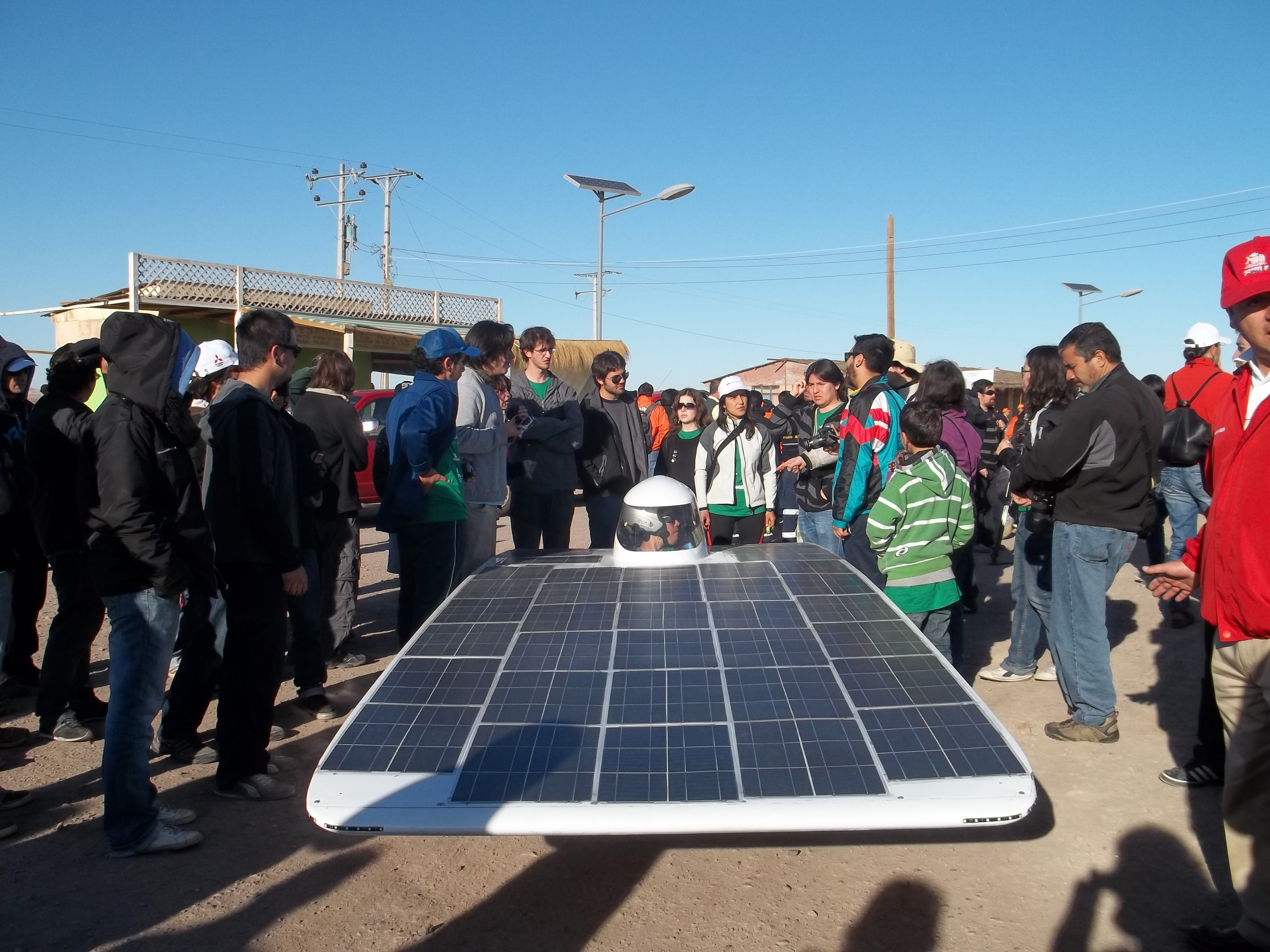
الطاقة الشمسية المتولدة من جامعة تشيلي

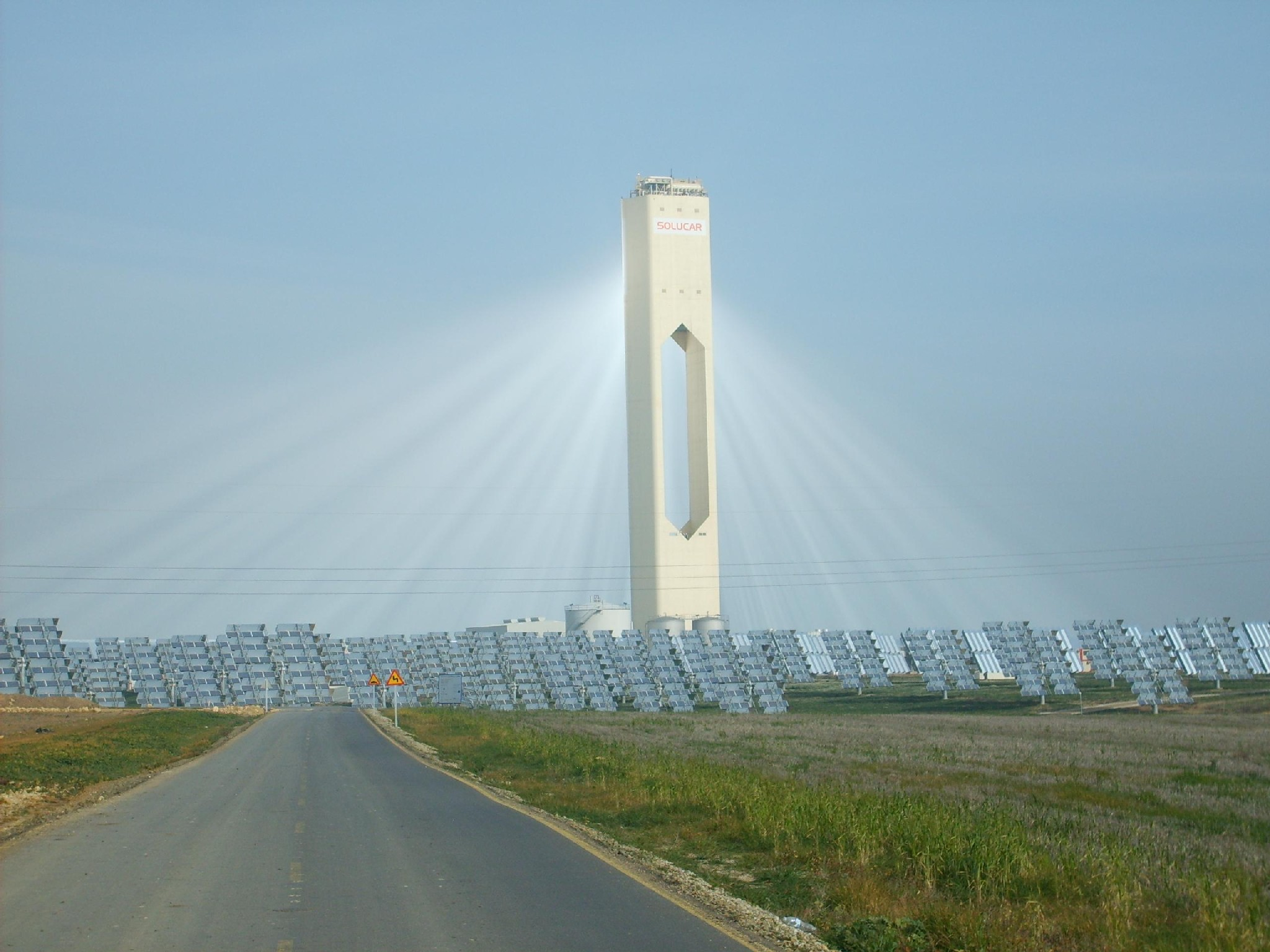
مثال لأنظمة الطاقة الشمسية المركزة

تعتبر الطاقة الشمسية في تشيلي من أهم مصادر توليد الكهرباء، فتمتلك المنطقة الشمالية من تشيلي معدل الإشعاع الشمسي الأعلى في العالم. في أكتوبر 2015 أعلن وزير تشيلي للطاقة عن خطة بعنوان «الطريق إلى 2050: إستراتيجة تطوير السعة الكهربية» والتي تهدف إلى زيادة الطاقة الشمسية بنسبة 19٪ وطاقة الرياح بنسبة 23٪ والطاقة الكهرومائية بنسبة 29٪.
في يونيو 2014، تم إنشاء محطة أمانيسير بسعة تصل إلى 100 ميجاوات بالقرب من كوبيابو في صحراء أتاكاما. تم تطوير المحطة بواسطة شركة تحمل نفس الاسم (Amanecer Solar CAP)، لتصبح المحطة هي الأكبر في أمريكا اللاتينية. المحطة قادرة على توليد 270 جيجاوات في العام الواحد.
في نوفمبر 2014، تم إدخال محطة سالفدور والتي تصل سعتها إلى 70 ميجاوات الشبكة الكهربية، تبع ذلك احتفال بالتنصيب في 23 يناير 2015. كان الهدف من إنشائها توليد 200 جيجاوات في السنة. تقع المحطة على بعد 5 كيلومتر تقريبا من جنوب السلفادور، في منطقة أتاكاما. تعتبر هذه الشركة هي الأولى في العالم التي تدخل سوق الطاقة العالمي بسعي تنافسي بدون أي إعانة من الحكومة.
تم إدخال محطة لالكما الأولى بسعة إجمالية 60 ميجاوات في شبكة تشيلي للطاقة في عام 2014 ويتوقع منها توليد 160 جيجاوات في السنة. بينما محطة لالكما الثانية إلى شبكة الطاقة بسعة إجمالية 18 ميجاوات وقدرة على توليد 50 جيجاوات في السنة.
أما محطة لويز ديل نورتي (نور الشمال) التي تقع على بعد 58 كيلومتر تقريبا شمال مدينة كوبيابو في منطقة أتاكاما، فقد بدأ البناء فيها في أكتوبر 2014 ومخطط لها الانتهاء في ديسمبر 2015.
أما محطة أتاكاما المركبة فتتكون من محطة حرارية بسعة إجمالية 110 ميجاوات (الأولى في أمريكا اللاتينية) ومحطة طاقة شمسية بسعة 100 ميجاوات.
في عام 2016، نجحت شركة سولار باك (SolarPack) في الفوز بمزاد بجعل تسعيرة الطاقة الكهربية من الخلايا الشمسية 29.1 دولار للميجاوات ساعة.

## السعة الكلية
| المصدر: |

| سعة الطاقة الشمسية في تشيلي بالميجاوات (MW). | سعة الطاقة الشمسية في تشيلي بالميجاوات (MW). | سعة الطاقة الشمسية في تشيلي بالميجاوات (MW). | سعة الطاقة الشمسية في تشيلي بالميجاوات (MW). |
| نهاية عام                                    | السعة المثبتة                                | تحت الإنشاء                                  | عرض للتقييم البيئي                           |
| -------------------------------------------- | -------------------------------------------- | -------------------------------------------- | -------------------------------------------- |
| 2011                                         | 0                                            | 1                                            | <769                                         |
| 2012                                         | 2                                            | 2.5                                          | 4,109                                        |
| 2013                                         | 6.7                                          | 128                                          | 8,184                                        |
| 2014                                         | 362                                          | 983                                          | 12,559                                       |
| 2015                                         | 750                                          | 2380                                         | 15,769                                       |
|                                              |                                              |                                              |                                              |

## وصلات خارجية
- (بالإسبانية) Municipality of María Elena
- (بالإسبانية) Chile Environmental Authority
- National Energy Commission
- Energy Chile